# Ludovico de Torres (Kardinal)

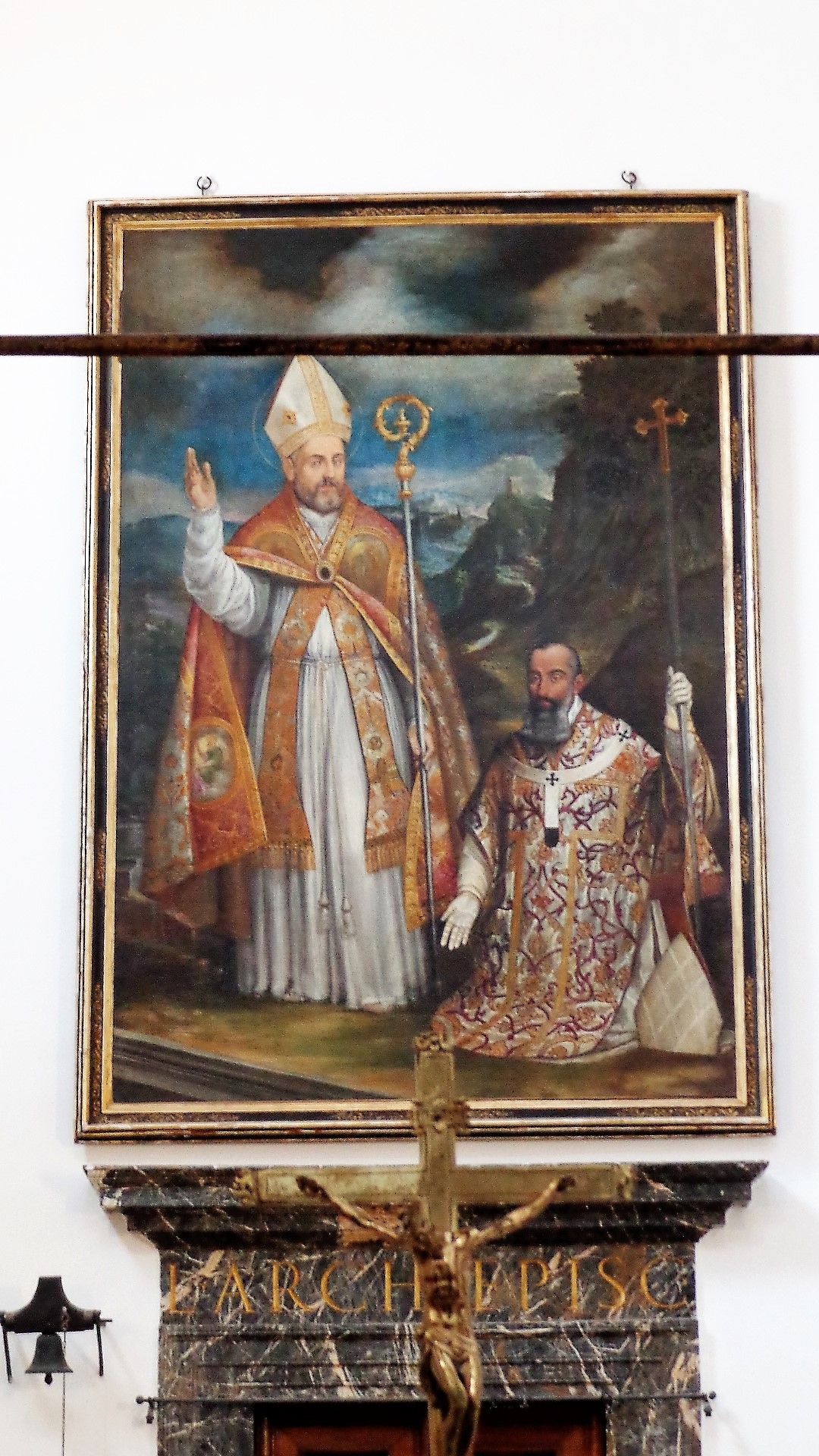
Ludovico De Torres (kniend) auf dem Altarbild in der Cappella Castrense im Dom von Monreale; Gemälde von Pietro Antonio Novelli.

Ludovico II. de Torres (* 28. Oktober 1551 in Rom; † 8. Juli 1609 ebenda) war ein italienischer Kardinal und katholischer Erzbischof.

## Biografie
Ludovico wurde am 28. Oktober 1551 in Rom als Sohn von Hernando und Pentesilea Sanguigna geboren.  Die Familie stammte ursprünglich aus Málaga, Spanien, und hatte sich in der ersten Hälfte des 16. Jahrhunderts in Rom niedergelassen.
An den Universitäten Perugia und Bologna studierte er Rechtswissenschaften und promovierte in utroque iure.

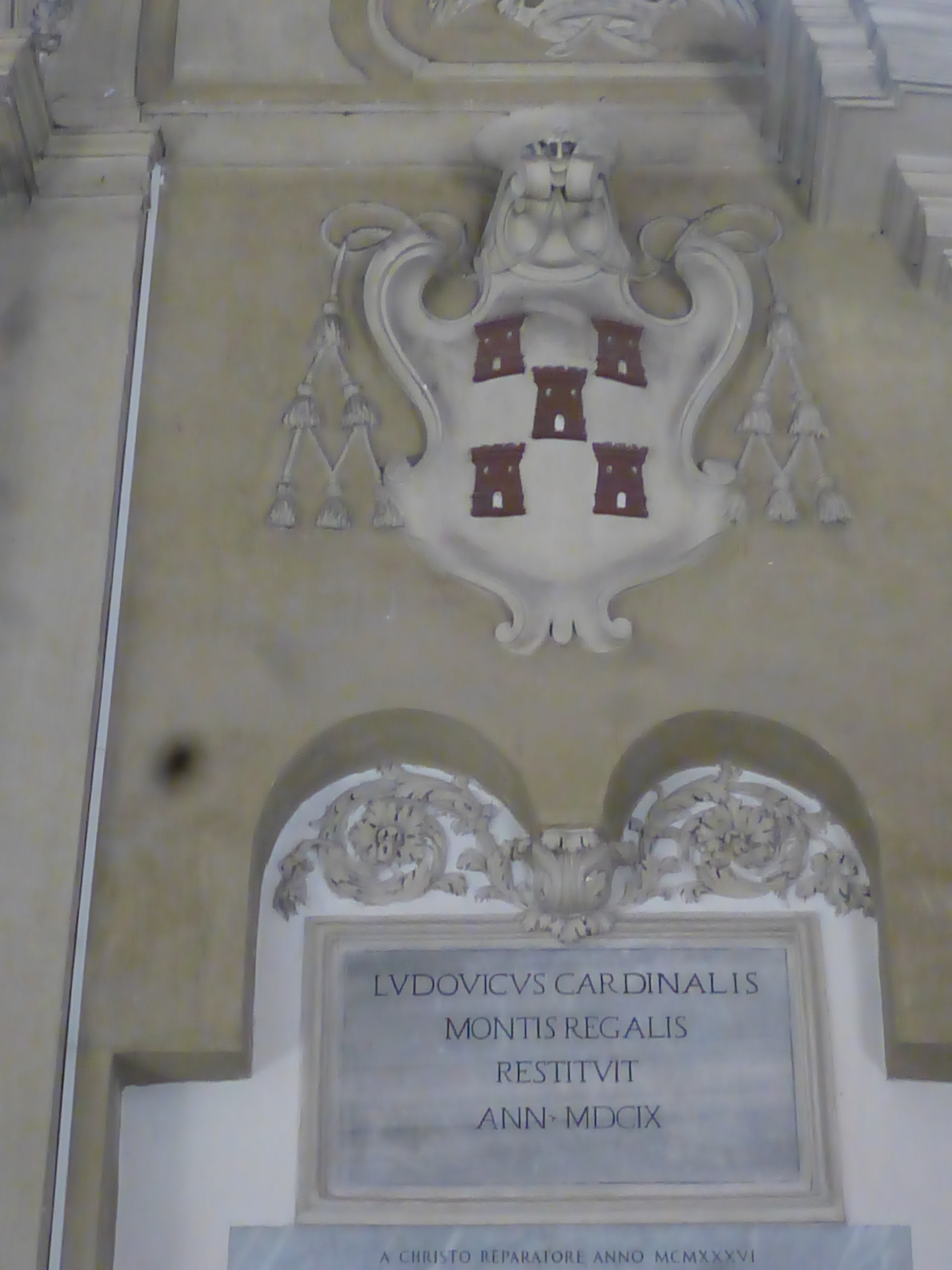
Wappen und Gedenkinschrift von Kardinal de Torres in der Basilika San Pancrazio in Rom

Von 1588 bis zu seinem Tod war er Erzbischof von Monreale. Am 11. September 1606 erhob ihn Papst Paul V. im Konsistorium in den Rang eines Kardinals und er erhielt als Kardinalpriester die Titelkirche San Pancrazio. 1607 wurde er zum Kardinalprotektor der von Giuseppe Calasanzio gegründeten Congregazione dei chierici regolari delle Scuole Pie (Piaristen) ernannt. Am 4. Juli desselben Jahres wurde er als Nachfolger von Kardinal Cesare Baronio Bibliothekar der Vatikanischen Bibliothek.
Als Kardinal ließ er zusammen mit seiner Schwester Beatrice, die dort Nonne war, im Benediktinerkloster Sant’Ambrogio della Massima die angegliederte Kirche wieder aufbauen.